# BYD Auto
BYD Auto (比亞迪汽車T, 比亚迪汽车S, Bǐyàdí QìchēP) è un produttore di automobili cinese di Shenzhen, nella provincia del Guangdong.

## Storia
Il nome è un acronimo in inglese Build Your Dreams, "costruisci i tuoi sogni". La società fu fondata nel 2003 e fa parte della BYD Company, nata nel 1995. L'azienda si specializzò nella produzione di veicoli elettrici, della cui tecnologia necessaria possedeva già una parte fondamentale, le batterie, nella cui produzione è specializzato il ramo non automobilistico dell'azienda. Questo ha fatto sì che BYD diventasse una società particolarmente innovativa, in grado di sviluppare internamente gran parte dei componenti base e dei materiali, dalla fase di ricerca all'assemblaggio. È stata inoltre la prima azienda al mondo a produrre su grande scala un veicolo ibrido plug-in, la BYD e6, nel 2008.
Nel maggio 2022, con la linea di veicoli Seal, BYD ha lanciato in produzione le prime auto elettriche con tecnologia cell-to-body, che integrano la batteria nel corpo del veicolo. Tale tecnologia va a sostituire la cell-to-pack, introdotta da Contemporary Amperex Technology e dismessa nel 2019, anno a partire dal quale fu integrata nella produzione di Tesla, Xpeng e BYD. Sempre nel 2022 ha realizzato il suo ultimo modello con solo motore endotermico, dedicando la produzione successiva alle sole autovetture elettriche e ibride plug-in. BYD è fra i produttori di veicoli elettrici con il maggior grado di integrazione verticale al mondo.
A ottobre 2024 BYD assume Maria Grazia Davino, ex responsabile di Stellantis per il Regno Unito. La nuova nomina è un altro importante passo del produttore di veicoli elettrici, con l'obiettivo di creare un team di dirigenti europei di alto livello per guidare la sua espansione in Europa. Nei ricavi trimestrali, BYD ha superato Tesla, nel trimestre concluso il 30 settembre 2024.
Il 20 marzo 2025 esce la notizia che il colosso cinese BYD, primo produttore globale di auto a batteria e ibride plug-in sarebbe sotto la lente dell'Unione europea.
Il 24 marzo 2025 esce la notizia che BYD supera Tesla nel 2024 per ricavi: il colosso cinese delle e-car ha chiuso lo scorso anno avendo abbattuto la soglia psicologica dei 100 miliardi di dollari sulla spinta dell'espansione all'estero.

## Modelli di produzione
- BYD Flyer
- BYD F0
- BYD F2 (BYD 213)
- BYD F3
- BYD F3-R
- BYD F3DM ("doppia modalità" plug-in ibrida)
- BYD F6
- BYD F8
- BYD K9 (Autobus elettrico)
- BYD S8
- BYD Han
- BYD Song Max
- BYD Seal
- BYD Dolphin
- BYD Frigate 07
- BYD Atto 3
- BYD Seal U
- BYD Song L
- BYD Sealion 7
- BYD Tang
- BYD Seagull/Dolphin Surf

### Prototipi
- BYD F3e
- BYD F6DM / BYD F6e ("doppia modalità" plug-in hybrid)
- BYD e6 (auto elettrica MPV)